# Finck (Unternehmerfamilie)

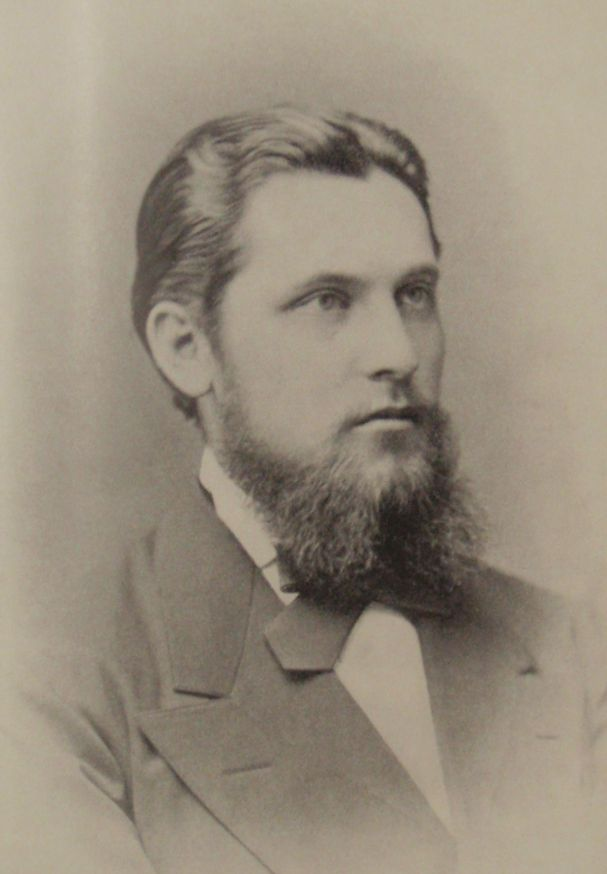
Wilhelm Peter Finck (1848–1924) um 1883

Finck ist der Name einer deutschen Unternehmerfamilie.

## Geschichte
Burckhard Finck (1768–1848) gründete 1790 in Vilbel mit dem dort ansässigen Peter Schäfer die Firma Finck & Schäfer, einen Groß- und Einzelhandel für Spirituosen, Öl, Seife und Kolonialwaren. Daneben wurden Apfelwein, Essig und Branntwein hergestellt. Er war mit einer Nichte seines Geschäftspartners verheiratet.
Wilhelm Finck (1810–1883) war Kaufmann und wurde Bürgermeister Vilbels im Jahre 1859.
Wilhelm von Finck (1848–1924) war Bankier und Mitbegründer der Allianz Versicherungsgesellschaft, der Münchener Rückversicherungs-Gesellschaft und weiterer Unternehmen.
August von Finck senior (1898–1980) war ein Bankier. Seit 1931 zählte er zu den Unterstützern Adolf Hitlers. Auch nahm er an dem geheimen Treffen Hitlers mit Industriellen am 20. Februar 1933, bei dem eine Wahlkampfhilfe von drei Millionen Reichsmark für die NSDAP und ihren Koalitionspartner, die Kampffront Schwarz-Weiß-Rot, beschlossen wurde. Seine Bank Merck Finck & Co konnte 1938 das jüdische Bankhaus S. M. v. Rothschild übernehmen.
August von Finck junior (1930–2021) war im Immobilienbereich tätig, unter anderem mit großem Einfluss in der Region München. Er zog 1999 in die Schweiz und blieb dort wohnhaft bis zu seinem Tod. Er bezog bisweilen rechtspopulistische politische Stellungen und war in der Finanzierung von Parteien und Gruppierungen im rechten Spektrum tätig.
Helmut von Finck (* 1959) führt einen Rechtsstreit wegen des Erbes gegen seinen Halbbruder, August von Finck junior.

## Genealogie
- Burckhard Finck (1768–1848)[10]
  - Heinrich Finck, Pfarrer in Trebur
  - Wilhelm Finck (1810–1883) verheiratet mit Margarete geb. Müller
    - Wilhelm Peter Finck (1848–1924), ab 1905 von Finck, verheiratet 1886 mit Marie geb. Fäustle (1865–1935)
      - Margarete Finck (* 1891), verheiratete von Stengel
      - Wilhelm Finck (1893–1916), im Ersten Weltkrieg gefallen
      - Elisabeth Finck (* 1896), verheiratete Winterstein
      - August von Finck senior (1898–1980) verheiratet 1927–1942 mit Margot geb. von Rücker (* 1906), ab 1953 mit Gerda Mau
        - Wilhelm Finck (1927–2003)
        - August von Finck junior (1930–2021), verheiratet mit Francine von Finck, geb. Le Tanneux von Saint Paul
          - August François von Finck (* 1968)
          - Maximilian Rudolf Finck (* 1969)
          - Luitpold Ferdinand Finck (* 1971)
          - Maria Theresia von Finck (* 1975)

        - Eleonore von Rücker (1931–2014)
        - Gerhard von Finck (* 1954)
          - Julian von Finck (* 1998)

        - Helmut von Finck (* 1959)
          - Nino von Finck (* 1985)

    - August Finck (* 1850)
    - Marie Finck (* 1853)